# Joseph Kalathiparambil
Joseph Kalathiparambil (Vaduthala, 6 ottobre 1952) è un arcivescovo cattolico indiano, dal 31 ottobre 2016 arcivescovo metropolita di Verapoly.

## Biografia
Joseph Kalathiparambil è nato il 6 ottobre 1952 nella località di Vaduthala, sobborgo della città di Kochi (Stato federato del Kerala) ed omonima diocesi, nella parte meridionale della Repubblica dell'India.

### Formazione e ministero sacerdotale
Dopo aver compiuto la formazione primaria e quella secondaria, sentendo maturare la vocazione al sacerdozio, nel 1973 ha cominciato a frequentare contemporaneamente il seminario maggiore St. Paul di Tiruchirappalli per gli studi in filosofia ed il Carmelgiri St. Joseph Pontifical Seminary di Aluva per quelli in teologia. Al termine del quinquennio, ha ricevuto l'ordinazione sacerdotale il 13 marzo 1978 per imposizione delle mani di Joseph Kelanthara, arcivescovo metropolita di Verapoly; si è incardinato, venticinquenne, come presbitero della medesima arcidiocesi.
Poco dopo l'ordinazione gli è stato assegnato il primo incarico pastorale come vicario parrocchiale della cattedrale di San Francesco d'Assisi a Varappuzha per un biennio. Nel 1980 si è trasferito a Roma, in Italia, per un soggiorno di studi presso la Pontificia Università Urbaniana, dove ha conseguito la licenza in diritto canonico quattro anni dopo, e dal 1984 è stato poi vicerettore del Pontificio collegio missionario San Paolo Apostolo per un quinquennio. Nel 1989, dopo aver ricevuto il titolo onorifico di cappellano di Sua Santità dal papa, è tornato in patria ed il 15 agosto successivo è stato nominato cancelliere dell'arcidiocesi di Verapoly, ufficio svolto fino al 1997. Il 6 novembre 1996 il nuovo arcivescovo Acharuparambil lo ha nominato vicario generale di Verapoly, incarico svolto fino alla promozione all'episcopato. Il 31 gennaio 2001 gli è stato anche conferito il titolo di prelato d'onore di Sua Santità dal pontefice.

### Ministero episcopale
Il 19 aprile 2002 papa Giovanni Paolo II lo ha nominato, quarantanovenne, vescovo di Calicut; è succeduto al settantaseienne Maxwell Valentine Noronha, dimissionario per raggiunti limiti d'età dopo ventidue anni di governo pastorale. Ha ricevuto la consacrazione episcopale il 19 maggio seguente, nella  cattedrale della Madre di Dio a Kozhikode, per imposizione delle mani di Daniel Acharuparambil, O.C.D., arcivescovo metropolita di Verapoly, assistito dai co-consacranti monsignori Noronha, vescovo emerito, e Varghese Chakkalakal, vescovo di Kannur; contestualmente ha preso possesso della diocesi. Come suo motto episcopale ha scelto Super Omnia Caritas, che tradotto vuol dire "L'amore è sopra ogni cosa" (I Corinzi 13, 13).
Il 3 giugno 2003 si è recato in Vaticano, assieme agli altri membri dell'episcopato indiano, per la visita ad limina apostolorum, allo scopo di discutere con il pontefice della situazione e dei problemi relativi alla sua diocesi.
Il 22 febbraio 2011 papa Benedetto XVI lo ha nominato, cinquantottenne, segretario del Pontificio consiglio della pastorale per i migranti e gli itineranti; è succeduto ad Agostino Marchetto, dimessosi il 25 agosto 2010 per dedicarsi allo studio. Contestualmente al suo trasferimento nella Curia romana ha lasciato la guida della diocesi di Calicut, divendendone vescovo emerito.
Il 5 marzo 2012 lo stesso pontefice lo ha nominato anche membro della Congregazione per l'evangelizzazione dei popoli. Nel 2013 il nuovo pontefice lo ha confermato in entrambi i suoi incarichi di Curia.
Il 31 ottobre 2016 papa Francesco lo ha nominato, sessantaquattrenne, arcivescovo metropolita di Verapoly; è succeduto al settantacinquenne Francis Kallarakal, dimissionario per raggiunti limiti d'età dopo sei anni di governo pastorale. Ha preso possesso dell'arcidiocesi durante una cerimonia svoltasi nella cattedrale di San Francesco d'Assisi a Varappuzha il 18 dicembre successivo; all'insediamento erano presenti anche i cardinali rappresentanti delle due Chiese cattoliche di rito orientale in India George Alencherry, arcivescovo maggiore di Ernakulam-Angamaly dei siro-malabaresi, ed Isaac Cleemis Thottunkal, arcivescovo maggiore di Trivandrum dei siro-malankaresi. Il 29 giugno 2017, giorno della solennità dei Santi Pietro e Paolo, si è recato nella basilica di San Pietro in Vaticano, dove il papa gli ha consegnato il pallio, simbolo di comunione tra il metropolita e la Santa Sede, che gli è stato imposto in una cerimonia successiva.
Il 17 settembre 2019 ha compiuto una seconda visita ad limina assieme a molti altri vescovi indiani.

## Genealogia episcopale e successione apostolica
La genealogia episcopale è:
- Cardinale Scipione Rebiba
- Cardinale Giulio Antonio Santori
- Cardinale Girolamo Bernerio, O.P.
- Arcivescovo Galeazzo Sanvitale
- Cardinale Ludovico Ludovisi
- Cardinale Luigi Caetani
- Cardinale Ulderico Carpegna
- Cardinale Paluzzo Paluzzi Altieri degli Albertoni
- Papa Benedetto XIII
- Papa Benedetto XIV
- Papa Clemente XIII
- Cardinale Enrico Benedetto Stuart
- Papa Leone XII
- Cardinale Chiarissimo Falconieri Mellini
- Cardinale Camillo Di Pietro
- Cardinale Mieczysław Halka Ledóchowski
- Cardinale Jan Maurycy Paweł Puzyna de Kosielsko
- Arcivescovo Józef Bilczewski
- Arcivescovo Bolesław Twardowski
- Arcivescovo Eugeniusz Baziak
- Papa Giovanni Paolo II
- Cardinale Jozef Tomko
- Arcivescovo Daniel Acharuparambil, O.C.D.
- Arcivescovo Joseph Kalathiparambil

La successione apostolica è:
- Vescovo Ambrose Puthenveettil (2024)
- Vescovo Antony Valumkal (2024)